# Velocity Made Good

La Velocity Made Good o (VMG) di una imbarcazione a vela è la proiezione del suo vettore velocità lungo la direzione del vento. Tipicamente una barca a vela che risale il vento di bolina per raggiungere la sua meta allungherà la sua strada e la VMG indica la vera velocità di avvicinamento a quel punto.  Questo è vero anche quando si è diretti al lasco verso la boa di poppa; in questo caso la VMG rappresenta quanto velocemente la barca a vela guadagna la boa di poppa.
Un buon metodo per capire cos'è la Velocity Made Good è immaginare una barca a motore ed una barca a vela che percorrono il lato di bolina posto tra l'allineamento di partenza di una regata e la boa di bolina della stessa. La barca a motore percorre la linea retta tra la partenza e la boa mentre quella a vela deve effettuare più bordi per raggiungere la boa. Se la barca a motore regola la sua velocità per essere sempre alla stessa altezza della barca a vela rispetto al campo di regata (in modo da poter arrivare in boa contemporaneamente alla barca a vela), la velocità della barca a motore corrisponderebbe alla VMG della barca a vela.
Ottimizzare la VMG è molto più importante che andare semplicemente veloci. Di bolina, poggiando la barca tenderà ad accelerare, orzando al limite la prua si avvicinerà maggiormente alla boa ma perderà velocità. Capire in quale condizione conta più "stringere il vento" o far "camminare la barca" è fondamentale nella tattica di ogni regata. La VMG è il fattore critico di ogni regata con percorso a bastone o triangolo, mentre la velocità pura è importante solo nel contesto in cui ha effetto sulla VMG.
Per esempio, al traverso la velocità è massima ma, poiché non ci si avvicinerà alla boa di bolina, la VMG tenderà allo zero; analogamente puntando la prua nel vento la barca non si muoverà per niente, quindi la vostra VMG sarà di nuovo zero. Da qualche parte tra il traverso e la prua nel vento c'è un angolo ottimo che ottimizza la vostra velocità di risalita del vento e scoprirlo è uno dei compiti dell'equipaggio della barca. Non è un compito semplice, perché dipende fortemente dall'attrezzatura, dalle condizioni meteorologiche, dal peso della barca, e dallo stile di conduzione.